# Латава
Латава (лит. Latava) — деревня Аникщяйского района Литвы. Расположена у слиянии рек Латава и Швянтойи. Административно входит в состав Андрёнишкиского староства.

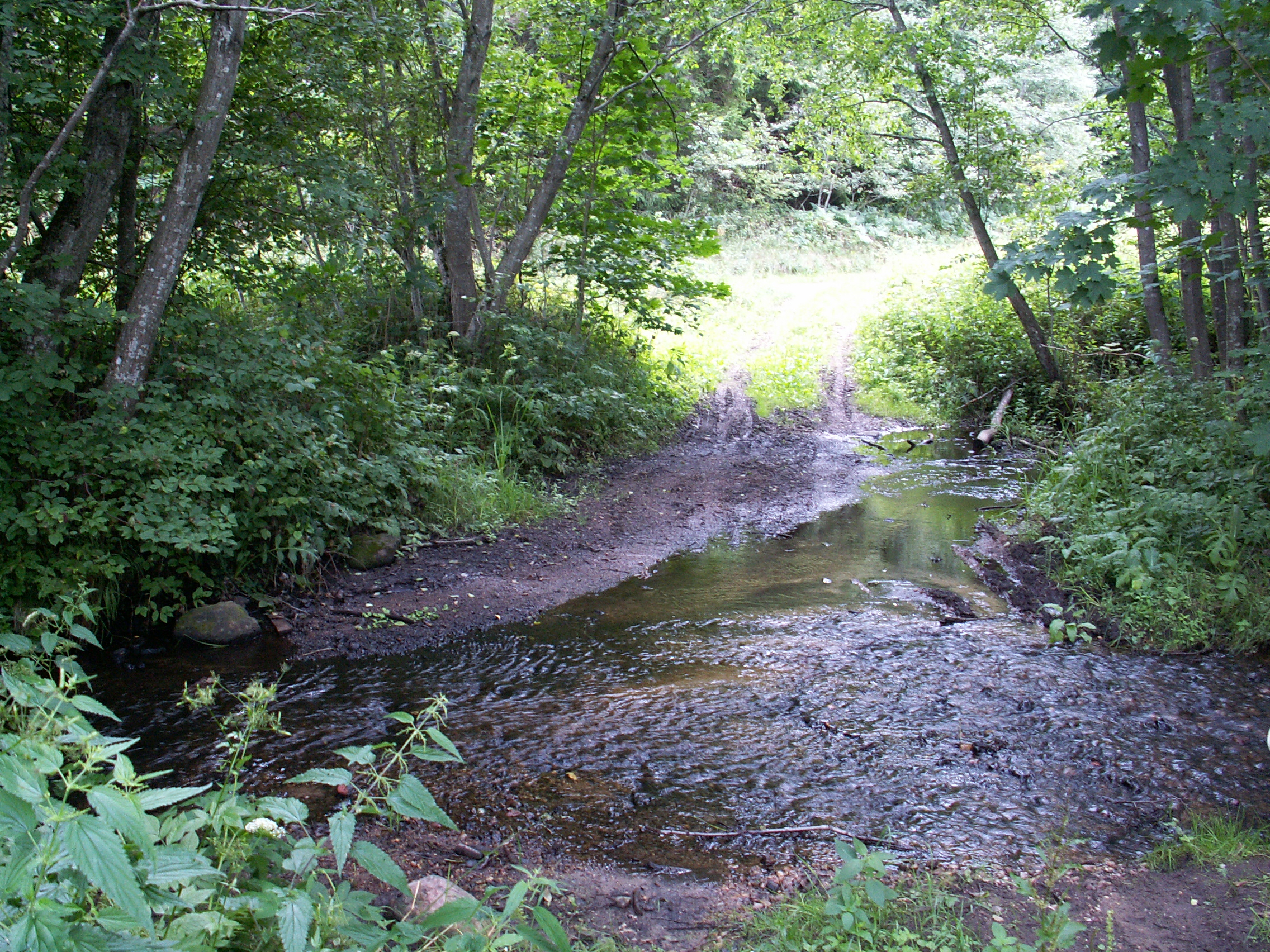
Ручей Латава протекающий вблизи деревни

Ручеёк Латава (in ripam Lettowiae) впервые упомянут в подложной грамоте Миндовга 1261 г., в которой описываются границы Селы. В другом описании границ Селы конца XIV в. здесь упомянуто «городище, называемое Леттов» (borchwal, nomine Lettow).
Эдуард Вольтер в своей статье «Город Мендовга, или где искать Летовию XIII века?» (1909) обратил внимание на эти топонимы в связи с локализацией места выдачи грамоты Миндовга 1253 г., выданой в связи с его коронацией (Datum in Lettowia in curia nostra anno domini MCCLIII mense Julio). Он пришёл к выводу, что в обоих случаях топоним «Летовия» означает то же место, которое является имением Миндовга.
В 1997 г. на берегу ручейка Латавы было обнаружено городище, находящееся в лесу у деревни Палатавис (Palatavys), недалеко от деревни Латава. Городище имеет площадку круглой формы диаметром в 30-33 м, ров и вал со стороны возвышенности и является типичной княжеской резиденцией. По случайным находкам городище датировано XIII—XIV вв.